# Oliver Erens
Oliver Erens (* 2. Februar 1967 in Heidelberg) ist ein deutscher Arzt, Publizist, Zauberkünstler und Autor.

## Leben
Erens besuchte die Kastanienschule in St. Leon-Rot und dann das Gymnasium Walldorf. Er studierte Medizin an der Johann Wolfgang Goethe-Universität in Frankfurt am Main. Bei Harald Klepzig promovierte er zum Thema „Häufigkeit und Behandlung subakuter kardiovaskulärer Komplikationen nach perkutaner transluminaler koronarer Angioplastik“. Seither war er als Arzt in Langen, München und Stuttgart berufstätig. Er ist Leiter der Stabsabteilung Öffentlichkeitsarbeit und Kommunikation der Landesärztekammer Baden-Württemberg (Stand 2013). Erens ist Präsident der Vereinigung der Medizin- und Wissenschaftsjournalisten. Erens ist Chefredakteur des  Ärzteblattes Baden-Württemberg.
Er ist verheiratet und hat zwei Kinder.

## Leistungen
Sein Hobby, die Zauberkunst, hat er neben Schulzeit und Studium intensiv aktiv ausgeübt. Seither hat er sich zunehmend aufs Schreiben über die Zauberkunst verlegt. Seit 1995 gibt er Fachbücher über die Zauberkunst heraus, wofür er 1996 mit dem Titel Schriftsteller des Jahres geehrt wurde. Von 2004 bis 2011 war er Redakteur der Zeitschrift MAGIE des Magischen Zirkels von Deutschland. Von 1986 bis 2000 war er ständiger Mitarbeiter der Zauberzeitschrift Magische Welt, für die er rund 80 Artikel verfasst hat.

## Werke
Bücher zum Thema Medizin:
- Weiterführende Studien für Mediziner. Ärztliche Zusatzqualifikationen. Schrodt, München 1995; 2. Auflage 1997, ISBN 3-928256-04-1.
- Welche Krankheit ist denn das? 101 hilfreiche Antworten aus der PRAXIS. Auf einen Blick informiert: von Anämie bis Zystitis. Trias, Stuttgart 2005, ISBN 3-8304-3324-7
- hrsg. mit Andreas Otte: Geschichte(n) der Medizin. 3 Bände. A. W. Gentner, Stuttgart 2014–2016, ISBN 978-3-87247-763-7, ISBN 978-3-87247-770-5, ISBN 978-3-87247-773-6.

Bücher zum Thema Zauberkunst:
- Inside CardMagic, Band 1. Zauberbuch-Verlag, Langen 1995. ISBN 3-00-000256-1
- Inside CardMagic, Band 2. Zauberbuch-Verlag, München 1996. ISBN 3-00-000737-7
- Inside CardMagic, Band 3. Zauberbuch-Verlag, Stuttgart 1997. ISBN 3-00-002009-8
- Zaubereien und Tricks mit Karten. Falken-Verlag, Niedernhausen 1998. ISBN 3-8068-2147-X
- Illusionen – Bühnentricks und Großtäuschungen. Zauberbuch-Verlag, Stuttgart 1999. ISBN 3-00-004956-8
- Zaubereien und Tricks mit Karten. Falken-Verlag, Niedernhausen 2000. ISBN 3-8068-2147-X
- Magia y Trucos con Cartas. Tikal ediciones, Madrid 2000. ISBN 84-305-3506-3
- Concertos for Pasteboard. Hermetic Press, Seattle 2000. ISBN 0-945296-34-7
- Zauber-Atlas. Zauberbuch-Verlag, Stuttgart 2000. ISBN 3-00-006373-0
- Zauber-Anthologie. Zauberbuch-Verlag, Stuttgart 2001. ISBN 3-00-008641-2
- Zauber/system. Zauberbuch-Verlag, Stuttgart 2002. ISBN 3-00-010236-1
- ZauberWunder. Zauberbuch-Verlag, Stuttgart 2003. ISBN 3-00-012231-1
- Neues… vom alten Joro. Zauberbuch-Verlag, Stuttgart 2004.
- Der Zauberer mit den weißen Mäusen. Zauberbuch-Verlag, Stuttgart 2005.
- Zaubertricks für Dummies. Wiley, Weinheim 2007. ISBN 978-3-527-70320-3
- Zaubern mit Zmeck. Zauberbuch-Verlag, Stuttgart 2007. ISBN 978-3-00-022098-2
- Zaubern mit Kindern. Zauberbuch-Verlag, Stuttgart 2008. ISBN 978-3-00-024814-6
- Quick Change Verwandlung. Zauberbuch-Verlag, Stuttgart 2008. ISBN 978-3-00-024572-5
- Chapeaugrafie. Zauberbuch-Verlag, Stuttgart 2009. ISBN 978-3-00-027489-3
- Zauberei für Dummies. Wiley, Weinheim 2011. ISBN 978-3-527-70638-9
- Zaubertricks für Dummies (3. Auflage). Wiley-VCH, Weinheim 2024. ISBN 978-3-527-72250-1

Bücher zu sonstigen Themen:
- Pressearbeit für Dummies. Wiley, Weinheim 2009. ISBN 978-3-527-70503-0

Unter dem Titel „Bärenstark – Kartenkunst rund um den Globus“ erschien von 1990 bis 2000 seine Fortsetzungsserie in der Fachzeitschrift „Magische Welt“.